# Calyptra dubiosa
Calyptra dubiosa är en fjärilsart som beskrevs av Brandt 1941. Calyptra dubiosa ingår i släktet Calyptra och familjen nattflyn. Inga underarter finns listade i Catalogue of Life.